# Володута
Володута (бел. Валадута) — деревня в Червенском районе Минской области Беларуси. Входит в состав Рованичского сельсовета.

## Географическое положение
Расположена в 21 километре к северо-востоку от Червеня, в 71 км от Минска.

## История
В письменных источниках впервые упоминается в XVIII веке. В 1781 году деревня принадлежала епископу И. Масальскому, здесь насчитывалось 11 дворов, жили 53 человека, была мельница. В результате II раздела Речи Посполитой 1793 года вошла в состав Российской империи. На 1795 год она входила в состав имения Рованичи, принадлежавшего помещику А. Слотвинскому, насчитывала 1 шляхетский и 7 крестьянских дворов. На 1800 год входила в состав Игуменского уезда Минской губернии, здесь было 7 дворов и 67 жителей. На 1858 год владельцем деревни был Людвиг Слотвинский. 23 мая 1863 года, во время восстания 1863 года в районе Володуты повстанческий отряд, возглавляемый Станиславом Лесковским, захватил в плен начальника 3-й резервной дивизии генерала Грунта, однако вскоре он был отпущен при условии не воевать с повстанцами. После подавления восстания крестьяне из Володуты, поддержавше повстанцев, но позже сдавшиеся российским властям, были высланы в Сибирь. В 1880 году деревня входила в Рованичскую сельскую громаду и Рованичский православный приход. Согласно переписи населения Российской империи 1897 года фольварок Бояры (Володута) в составе Беличанской волости, здесь было 15 дворов, где проживал 71 человек, работал винокуренный завод. На 1908 год имение Володута, где было 6 дворов и 204 жителя. На 1917 год фольварок Бояры-Володута в 1 двор, где было 167 жителей (76 мужчин и 91 женщина), из них 73 белорусы, 94 — поляки, вблизи располагался застенок Володута, здесь было 3 двора и 17 жителей (6 мужчин и 11 женщин) С февраля по декабрь 1918 года деревня была оккупирована немцами, с августа 1919 по июль 1920 — поляками. В 1921 году на землях бывшего имения был организован совхоз имени Червякова. 20 августа 1924 года деревня вошла в состав вновь образованного Рованичского сельсовета Червенского района Минского округа (с 20 февраля 1938 — Минской области). Согласно переписи населения СССР 1926 года существовала как совхоз Бояры-Володута. В это время и последующие годы деревня была разделена на несколько отдельных населённых пунктов, располагавшихся на определённом расстоянии друг от друга: центральная часть называлась Новый Путь (ныне южная часть Нового Пути), расположенная к юго-западу от неё — Красное Знамя (ныне собственно Володута, улица Садовая; возможно, местные называют её Соломянка), к юго-востоку — Подгорье (к настоящему времени посёлок исчез), к северу от Нового Пути располагался населённый пункт Восход, к северо-западу от Восхода располагался посёлок Красная Заря (возможно, в народе назывался Западня), к северо-востоку — населённый пункт Песчанка (ныне исчезнувшие). Во время Великой Отечественной войны деревня была оккупирована немецко-фашистскими захватчиками в начале июля 1941 года. В лесах в районе деревни развернули активную деятельность партизаны бригад «Разгром» и имени Щорса. В один из дней фашисты согнали всех жителей Соломянки, Нового Пути и Восхода в амбар и хотели сжечь заживо, однако карательная акция не была осуществлена: ни один из сельчан не погиб, не было сожжено ни одного дома. В скорости после попытки уничтожить деревню фашисты забрали её жителей в концлагерь в Забашевичи, после чего наиболее крепких мужчин и женщин отправили на работы в Германию. 10 жителей деревни не вернулись с фронта. Освобождена в начале июля 1944 года. На 1960 год население Володуты составило 62 человека. В 1966 году деревни Восход и Красная Заря были объединены с Володутой. На 1997 год в деревне было 28 домов и 53 жителя, работал магазин. На 2013 год 10 круглогодично жилых домов, 16 постоянных жителей.

## Достопримечательности
В деревне Володута сохранились здания винокуренного завода — бровара и спиртоприёмника, построенные в начале XX века (по другим данным — ещё в XIX веке). Стены бровара были построены из бутового камня. Владельцем винокуренного завода был Иосиф (Юзя) Слотвинский. После его трагической смерти в результате бомбардировки Минска, где он находился по работе, завод был закрыт, но до Октябрьской революции продолжал находиться в собственности Слотвинских. В советское время здание бровара служило зернохранилищем, в 1970-е годы совхоз «Рованичи» планировал открыть здесь животноводческий комплекс. К началу 2010-х здания бровара и спиртоприёмника были заброшены, их крыши обвалились, хотя стены остались в удовлетворительном состоянии. В 2017 году сообщалось о начале реставрации комплекса и планах построить вблизи него современную пивоварню.

## Население
- 1781 — 11 дворов, 53 жителя
- 1795 — 8 дворов
- 1800 — 7 дворов, 67 жителей
- 1897 — 15 дворов, 71 житель
- 1908 — 6 дворов, 204 жителя
- 1917 — 4 двора, 184 жителя (фольварок + застенок)
- 1926 —
- 1960 — 62 жителя
- 1997 — 28 дворов, 53 жителя
- 2013 — 10 дворов, 16 жителей